# Reach out, I'll be there
Reach out, I'll be there, ook bekend als Reach out (I'll be there), is een hitsingle van de Amerikaanse soul- en r&b-groep Four Tops.

## Four Tops
Reach Out I'll Be There is samen met het nummer I Can't Help Myself een van de meest succesvolle singles van Four Tops ooit. Beide singles bereikten namelijk de nummer 1-positie op zowel de poplijst als de r&b-lijst in de Verenigde Staten. Wat Reach Out I'll Be There echter wel lukte en I Can't Help Myself niet, was om ook de nummer 1-positie te bereiken in het Verenigd Koninkrijk. Hiermee is het nummer een van de weinige van het Motown label die dat lukte, samen met onder andere Baby Love van The Supremes. Naast dat de single de nummer 1-positie op de reeds genoemde lijsten bereikte, werd ook de top tien in Ierland, Nederland en Canada gehaald en de top twintig in Vlaanderen en Duitsland. Op de lijst van 500 beste nummers aller tijden volgens het tijdschrift Rolling Stone werd het nummer uitgekozen tot nummer 206.
In tegenstelling tot zijn voorganger Loving You Is Sweeter Than Ever, geschreven door Ivy Jo Hunter en Stevie Wonder, werd Reach Out I'll Be There weer geschreven door het songwritersdrietal Holland-Dozier-Holland. Zij waren het ook die de eerste nummer 1-hit, I Can't Help Myself, en hits als Baby I Need Your Loving en It's the Same Old Song voor Four Tops hadden geschreven. Het onderwerp van het nummer, bedacht door de tekstschrijver van het trio Eddie Holland, is dat de geliefde van de verteller altijd op hem zal kunnen rekenen. Levi Stubbs, de leadzanger en dus degene die in deze versie van het nummer de verteller is, produceert een mix van zingen en schreeuwen om de boodschap over te brengen. Dit liet Holland-Dozier-Holland hem doen, omdat het nummer dan rauwer over zou komen. Later deed hij deze manier van zingen ook in nummers als Standing in the Shadows of Love, 7 Rooms of Gloom en Bernadette. Reach Out I'll Be There was overigens al na twee opnames klaar om uitgebracht te worden. Four Tops zelf dacht dat het nummer alleen als opvulling voor een album zou zijn en waren het alweer vergeten toen Reach Out I'll Be There daadwerkelijk als single uitgebracht werd. Dat moest van de directeur van Motown, Berry Gordy, omdat hij wist dat hij een hit had. Daar zou hij gelijk in krijgen, want tot op de dag van vandaag is het nummer in kwestie een van de meeste bekende singles van de platenmaatschappij.
In 1971 werd Reach Out I'll Be There gecoverd door een andere Motown artiest, Diana Ross. Ondanks dat haar versie van het nummer lang niet zo succesvol was als die van Four Tops, was ook haar single een top veertig hit in de Verenigde Staten. Uiteindelijk bleef haar versie op plaats 29 steken op de poplijst en op plaats 16 op de r&b-lijst. Ook Gloria Gaynor, het meest bekend van het nummer I Will Survive, nam het nummer op en bracht het uit op single. Daarnaast namen ook Michael McDonald, Bill Cosby en Human Nature versies van het nummer op.
De B-kant van de originele versie van Reach Out I'll Be There is het nummer Until You Love Someone. In tegenstelling tot de A-kant is Until You Love Someone niet afkomstig van het album Reach Out, maar van diens voorganger The Four Tops On Top.

### Bezetting
- Lead: Levi Stubbs
- Achtergrond: Abdul "Duke" Fakir, Renaldo "Obie" Benson, Lawrence Payton en The Andantes
- Instrumentatie: The Funk Brothers
- Schrijvers: Holland-Dozier-Holland
- Productie: Brian Holland & Lamont Dozier

### Hitnotering

#### Nederlandse Top 40
| Hitnotering: 15-10-1966 t/m 31-12-1966 | Hitnotering: 15-10-1966 t/m 31-12-1966 | Hitnotering: 15-10-1966 t/m 31-12-1966 | Hitnotering: 15-10-1966 t/m 31-12-1966 | Hitnotering: 15-10-1966 t/m 31-12-1966 | Hitnotering: 15-10-1966 t/m 31-12-1966 | Hitnotering: 15-10-1966 t/m 31-12-1966 | Hitnotering: 15-10-1966 t/m 31-12-1966 | Hitnotering: 15-10-1966 t/m 31-12-1966 | Hitnotering: 15-10-1966 t/m 31-12-1966 | Hitnotering: 15-10-1966 t/m 31-12-1966 | Hitnotering: 15-10-1966 t/m 31-12-1966 | Hitnotering: 15-10-1966 t/m 31-12-1966 | Hitnotering: 15-10-1966 t/m 31-12-1966 |
| Week:                                  | 1                                      | 2                                      | 3                                      | 4                                      | 5                                      | 6                                      | 7                                      | 8                                      | 9                                      | 10                                     | 11                                     | 12                                     |                                        |
| -------------------------------------- | -------------------------------------- | -------------------------------------- | -------------------------------------- | -------------------------------------- | -------------------------------------- | -------------------------------------- | -------------------------------------- | -------------------------------------- | -------------------------------------- | -------------------------------------- | -------------------------------------- | -------------------------------------- | -------------------------------------- |
| Positie:                               | 29                                     | 11                                     | 10                                     | 8                                      | 8                                      | 9                                      | 9                                      | 10                                     | 12                                     | 17                                     | 24                                     | 33                                     | uit                                    |

#### Parool Top 20
| Hitnotering: 22-10-1966 t/m 31-12-1966 | Hitnotering: 22-10-1966 t/m 31-12-1966 | Hitnotering: 22-10-1966 t/m 31-12-1966 | Hitnotering: 22-10-1966 t/m 31-12-1966 | Hitnotering: 22-10-1966 t/m 31-12-1966 | Hitnotering: 22-10-1966 t/m 31-12-1966 | Hitnotering: 22-10-1966 t/m 31-12-1966 | Hitnotering: 22-10-1966 t/m 31-12-1966 | Hitnotering: 22-10-1966 t/m 31-12-1966 | Hitnotering: 22-10-1966 t/m 31-12-1966 | Hitnotering: 22-10-1966 t/m 31-12-1966 | Hitnotering: 22-10-1966 t/m 31-12-1966 |
| Week:                                  | 1                                      | 2                                      | 3                                      | 4                                      | 5                                      | 6                                      | 7                                      | 8                                      | 9                                      | 10                                     |                                        |
| -------------------------------------- | -------------------------------------- | -------------------------------------- | -------------------------------------- | -------------------------------------- | -------------------------------------- | -------------------------------------- | -------------------------------------- | -------------------------------------- | -------------------------------------- | -------------------------------------- | -------------------------------------- |
| Positie:                               | 15                                     | 8                                      | 8                                      | 6                                      | 6                                      | 8                                      | 11                                     | 16                                     | 16                                     | 20                                     | uit                                    |

#### NPO Radio 2 Top 2000
| Nummer met noteringen in de NPO Radio 2 Top 2000 | '99  | '00  | '01  | '02  | '03  | '04  | '05  | '06  | '07  | '08  | '09  | '10  | '11  | '12  | '13  | '14  |
| ------------------------------------------------ | ---- | ---- | ---- | ---- | ---- | ---- | ---- | ---- | ---- | ---- | ---- | ---- | ---- | ---- | ---- | ---- |
| Reach Out, I'll Be There                         | 1020 | 1351 | 1663 | 1557 | 1177 | 1451 | 1489 | 1596 | 1890 | 1556 | 1525 | 1573 | 1959 | 1967 | 1664 | 1898 |

1. ↑  Een vetgedrukt getal geeft de hoogste notering aan.
2. ↑  Deze tabel is bijgewerkt tot en met de laatste editie (2024).

## Gloria Gaynor
In 1974 maakte de Amerikaanse zangeres Gloria Gaynor een disco versie van Reach Out I'll Be There. In zowel Nederland als Vlaanderen werd deze versie een grotere hit dan het originele versie van Four Tops.

### Hitnoteringen

#### Nederlandse Top 40
| Hitnotering: 29-03-1975 t/m 17-05-1975 | Hitnotering: 29-03-1975 t/m 17-05-1975 | Hitnotering: 29-03-1975 t/m 17-05-1975 | Hitnotering: 29-03-1975 t/m 17-05-1975 | Hitnotering: 29-03-1975 t/m 17-05-1975 | Hitnotering: 29-03-1975 t/m 17-05-1975 | Hitnotering: 29-03-1975 t/m 17-05-1975 | Hitnotering: 29-03-1975 t/m 17-05-1975 | Hitnotering: 29-03-1975 t/m 17-05-1975 | Hitnotering: 29-03-1975 t/m 17-05-1975 |
| Week:                                  | 1                                      | 2                                      | 3                                      | 4                                      | 5                                      | 6                                      | 7                                      | 8                                      |                                        |
| -------------------------------------- | -------------------------------------- | -------------------------------------- | -------------------------------------- | -------------------------------------- | -------------------------------------- | -------------------------------------- | -------------------------------------- | -------------------------------------- | -------------------------------------- |
| Positie:                               | 19                                     | 9                                      | 5                                      | 4                                      | 5                                      | 11                                     | 19                                     | 38                                     | uit                                    |

#### NederlandseNationale Hitparade
| Hitnotering: 29-03-1975 t/m 03-05-1975 | Hitnotering: 29-03-1975 t/m 03-05-1975 | Hitnotering: 29-03-1975 t/m 03-05-1975 | Hitnotering: 29-03-1975 t/m 03-05-1975 | Hitnotering: 29-03-1975 t/m 03-05-1975 | Hitnotering: 29-03-1975 t/m 03-05-1975 | Hitnotering: 29-03-1975 t/m 03-05-1975 | Hitnotering: 29-03-1975 t/m 03-05-1975 |
| Week:                                  | 1                                      | 2                                      | 3                                      | 4                                      | 5                                      | 6                                      |                                        |
| -------------------------------------- | -------------------------------------- | -------------------------------------- | -------------------------------------- | -------------------------------------- | -------------------------------------- | -------------------------------------- | -------------------------------------- |
| Positie:                               | 14                                     | 8                                      | 3                                      | 7                                      | 9                                      | 19                                     | uit                                    |

#### VlaamseRadio 2 Top 30
| Hitnotering: 05-04-1975 t/m 31-05-1975 | Hitnotering: 05-04-1975 t/m 31-05-1975 | Hitnotering: 05-04-1975 t/m 31-05-1975 | Hitnotering: 05-04-1975 t/m 31-05-1975 | Hitnotering: 05-04-1975 t/m 31-05-1975 | Hitnotering: 05-04-1975 t/m 31-05-1975 | Hitnotering: 05-04-1975 t/m 31-05-1975 | Hitnotering: 05-04-1975 t/m 31-05-1975 | Hitnotering: 05-04-1975 t/m 31-05-1975 | Hitnotering: 05-04-1975 t/m 31-05-1975 | Hitnotering: 05-04-1975 t/m 31-05-1975 |
| Week:                                  | 1                                      | 2                                      | 3                                      | 4                                      | 5                                      | 6                                      | 7                                      | 8                                      | 9                                      |                                        |
| -------------------------------------- | -------------------------------------- | -------------------------------------- | -------------------------------------- | -------------------------------------- | -------------------------------------- | -------------------------------------- | -------------------------------------- | -------------------------------------- | -------------------------------------- | -------------------------------------- |
| Positie:                               | 19                                     | 10                                     | 9                                      | 5                                      | 5                                      | 11                                     | 17                                     | 13                                     | 20                                     | uit                                    |

### NPO Radio 2 Top 2000
| Nummer met noteringen in de NPO Radio 2 Top 2000 | '99  | '00  |
| ------------------------------------------------ | ---- | ---- |
| Reach Out, I'll Be There                         | 1993 | 1947 |

1. ↑  Een vetgedrukt getal geeft de hoogste notering aan.
2. ↑  Deze tabel is bijgewerkt tot en met de laatste editie (2024).

## Paul Turner
In de halve finale van tweede seizoen van The voice of Holland zong Paul Turner op 13 januari 2012 het nummer Reach Out I'll Be There. Doordat het nummer na de uitzending gelijk verkrijgbaar was als muziekdownload kwam de single een week later op nummer 58 binnen in de Nederlandse Single Top 100.

### Hitnotering

#### NederlandseSingle Top 100
| Hitnotering: 21-01-2012 | Hitnotering: 21-01-2012 | Hitnotering: 21-01-2012 |
| Week:                   | 1                       |                         |
| ----------------------- | ----------------------- | ----------------------- |
| Positie:                | 58                      | uit                     |